# Целинное (Омская область)
Целинное — село в Русско-Полянском районе Омской области. 
Административный центр Целинного сельского поселения.

## География
Село расположено на южном берегу озера Камстыкуль. 

## История
Село Целинное было образовано в 1954 году. В конце марта 1954 года на строительство будущего совхоза Целинный прибыла первая группа покорителей новых земель - 14 человек, из Москаленского и Исилькульского районов. К июню 1954 года в Целинном жило и работало уже 152 человека, причём значительная их часть приехала из Москвы, в честь чего одна из центральных улиц строящегося совхоза получила название Московской.
В 1965 году на Московской улице, недалеко от зданий правления и Дома культуры, был установлен памятник целинникам - трактор ХТЗ ДТ-54 на постаменте. В настоящий момент он является памятником истории регионального значения.

## Население

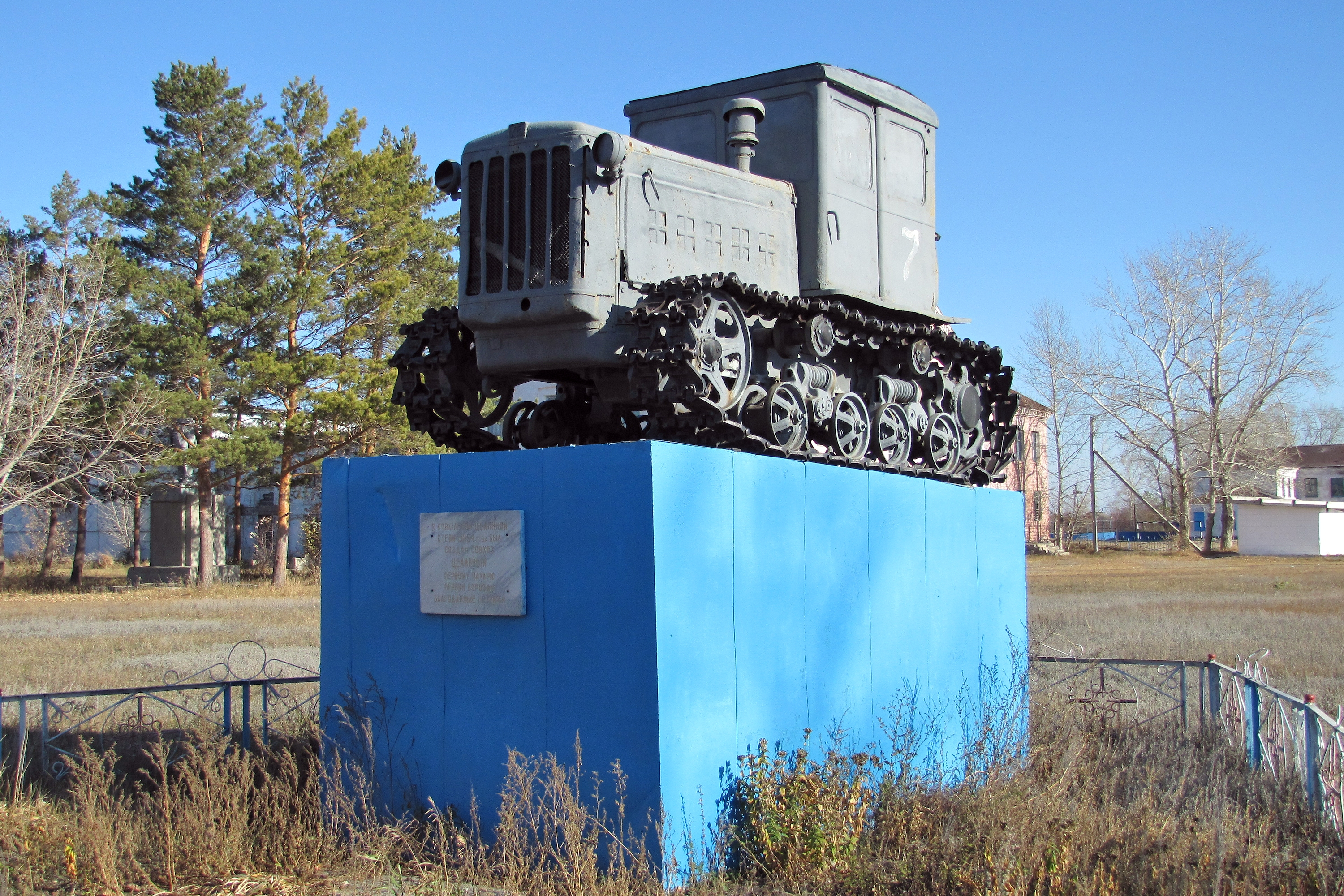
Памятник целинникам - трактор ДТ-54

| 2010 |
| ---- |
| 1016 |

## Инфраструктура
В селе имеется клуб, школа, столовая, библиотека, почта, детский сад
Улицы
Улицы: Береговая, Комсомольская, Мира, Московская, Озёрная, Октябрьская, Целинная, Шихова, Юбилейная. 